# Nowa Scena
Nowa Scena - festiwal muzyki alternatywnej odbywający się cyklicznie w latach 1986-1989 na terenie Trójmiasta, organizowany przez Młodzieżowe Centrum Kultury w Gdyni.  
Poza zespołami z kręgu Gdańskiej Sceny Alternatywnej występowały w nim inne alternatywne grupy z kraju oraz goście zagraniczni. 

## Historia
Pomysłodawcą i organizatorem festiwalu był Waldemar Rudziecki, promotor Sceny Alternatywnej Gdańsk Sopot Gdynia. 
W latach 1986–1989 odbyło się 8 edycji festiwalu. 
| Nazwa edycji                                         | Data               | Miejsce                             | Wykonawcy |
| ---------------------------------------------------- | ------------------ | ----------------------------------- | --- |
| I Zlot Młodzieży Cynicznej Ery Atomowej - Nowa Scena | 7-9 lutego 1986    | ZDK MPK w Gdyni                     | Los Piranias Del Baltico, Kult, Dezerter, Piersi, Der SOS Fosgen, Bielizna Goeringa, Formacja Nieżywych Schabuff, T. Love Alternative                           |
| II Nadmorski Festiwal Wyłączności - Nowa Scena       | 20-28 czerwca 1986 | Teatr Letni i Opera Leśna w Sopocie | Po Prostu, Apteka, Róże Europy, Kult, Funking Idiots, Call System, Dzieci Kpt. Klossa                                                                           |
| III Zlot Miłośników Rock And Rolla - Nowa Scena      | 6-8 lutego 1987    | Klub Kolejarz w Gdyni               | Kobranocka, Sztywny Pal Azji, Tilt, Arbeit, Apteka, Kosmetyki Mrs Pinky, Krew, Malarze i Żołnierze, Miriam, Bielizna, Unrra, Call System, Sze Sze, Sake, Korba  |
| IV Rock Dla Spragnionych Muzyki - Nowa Scena         | 26-28 czerwca 1987 | Teatr Letni i Opera Leśna w Sopocie | Gardenia, Unrra, Moskwa, Miriam, She, Malarze i Żołnierze, Armia, Po Prostu, Bielizna, The Fotoness, Kult, Pancerne Rowery.                                     |
| V Festiwal Nowa Scena - Nowa Szansa                  | 5-7 lutego 1988    | Dom Kultury Kolejarza w Gdyni       | No Limits, Krew, DDP, Gry, Dom Dziecka, Gardenia, Burdock, Call System, Canada                                                                                  |
| VI Festiwal Nowa Scena - Nowa Świadomość             | 28-29 czerwca 1988 | Klub Żak i Opera Leśna w Sopocie    | Rocka's Delight, Hello, Oczi Cziorne, Bielizna, Call System, Po Prostu, Malarze i Żołnierze, Pidżama Porno, Izambira, Factory Toys, Crime And The City Solution |
| VIII Zimowe Potyczki Rockowe - Nowa Scena            | luty 1989          | Dom Kultury Kolejarza w Gdyni       | Weekend At Waikiki, Factory Toys, Garden Party, Golden Life, Oczi Cziorne, Hello, Call System, Burdock, Closterkeller                                           |
| VIII Nowa Scena                                      | 24 czerwca 1989    | Opera Leśna w Sopocie               | Pancerne Rowery, Apteka, Blue Aeroplines, Moskwa, Call System, Legendary Pink Dots, Piknik, Canada, Less Funny Beduins, Poems For Laila, Bez Ladu A Skladu.     |

Według Leszka Gnoińskiego za najlepsze edycje uznawano drugą i czwartą.  

## Wydawnictwa
- Gdynia (album) - kompilacja 1988
- Fala II - kompilacja - 1988